# Крузър Мк II
Крузър Мк II (A10) е разработен съвместно с Крузър Мк I, предвиден да бъде негова пехотна (тежка) версия. На практика той не се счита за подходящ за тази роля и се класифицира като тежък крузър. Използването на този танк е ограничено само за Британската армия.

## История и характеристики
А10 е разработен от Джон Карден от Vickers през 1934 г., като вариация на А9. Двата малки купола, характерни за Марк I, са премахнати, допълнителна броня е монтирана отпред и отстрани на шасито, както и от всички страни на купола. Дебелината, на повечето места, е приблизително удвоена спрямо А9.
Няма разделение между отделението на механик-водача и бойното отделение. Въоръжението на купола се състои от двуфунтово (40 mm) оръдие и картечница Vickers. В дясно от шофьора, оръжейна площадка, е монтирана картечница Беса. Допълнителната огнева мощ е за сметка на простотата – Vickers и Беса използват различни амуниции. Екипажът на танка е от 5 души (командир, стрелец, пълнач, шофьор и картечар).
Този танк използва същото окачване и двигател като А9. В резултат на това той е по-бавен. А10 влиза на въоръжение пред декември 1939 г. Въпреки че при него се жертва скоростта за сметка на бронята, той все пак е слабо брониран и като резултат – неефективен. Производството започва през юли 1938 г. Произведени са общо 175 броя, 45 от железопътната компания в Бирмингам, 45 от Метро-Камел и 10 от Vickers, от които 30 от варианта CS. В края на 1939 г. е възложена още една поръчка на железопътната компания, този път за 75 машини.

## Бойна история
Известен брой Марк II са изпратени във Франция като част от Британския експедиционен корпус. Представянето им там, на пресечен терен, е оценено като слабо. Все пак са използвани в Северна Африка при защитата на Тобрук през 1941 г., където надеждността и представянето на окачването в пустинни условия са възхвалявани. 60 броя участват в боевете в Гърция, като част от 3-ти кралски танков полк. Над 90% от загубите са от механични повреди, най-често повреди при веригите.

## Вариации
Крузър Мк II (A10 Мк I)
Класифициран е като тежък крузър. 31 са изпратени във Франция с британската 1-ва бронетанкова дивизия, но се представят зле по време на кампанията. До края на 1941 г. участват в Северноафриканската кампания.
Крузър Мк IIA (A10 Мк IA)
Картечниците Vickers са заменени с картечници Besa. Добавена е армирана кутия за радиото.
Крузър Мк IIA CS (A10 Мк IA CS)
Има 94 mm гаубица вместо двуфунтово (40 mm). Стандартните амуниции включват 40 димни и няколко осколочно-фугасни снаряда.
Други танкове базирани на това шаси
- Valentine